# Centum City
Centum City (em coreano:  센텀시티) é um grande multi-projeto de desenvolvimento urbano em parte de Haeundae-gu, na cidade de Busan, Coreia do Sul. Este local fica na área mais ocidental de Haeundae-gu, em Woo-1-dong.
Centum City pode ser acessada pela linha 2 do Metrô de Busan, que chega até a estação Centum City.